# Hessemydas daugeroni
Hessemydas daugeroni is een vliegensoort uit de familie Mydidae. De wetenschappelijke naam van de soort is voor het eerst geldig gepubliceerd in 2009 door Kondratieff.
De soort komt voor in Madagaskar.